# Кольори Закарпаття
«Кольори́ Закарпа́ття» — музичний гурт, створений в Ужгороді у 1973 році. Спочатку гурт мав назву «Соло́дка мить».
Склад гурту:
- Василь Фучко — бас-гітара;
- Володимир Лазорик — вокал;
- Валерій Іванов — гітара;
- Степан Дудаш — ударні;
- Міко Людвіг — ударні,
- Сергій Герасимович — клавішні,
- Олег Гораль — клавішні,
- Володимир Дегтярьов — клавішні.

Відомий виконанням русинської народної пісні «День, день, білий день» в обробці Василя Фучка.
Вперше на професійну сцену гурт вийшов 1978 року. Тоді ж гурт працював у молодіжному таборі «Верховина» в Невицькому. Там крім своїх пісень, виконували дещо з англійського року та італійської класики.
Згодом усі учасники гурту закінчили культосвітнє училище, після чого хобі для хлопців остаточно переросло в професію.
В 1980 р. «Кольори Закарпаття» працювали в обласній філармонії разом із Тетяною Анциферовою. Працювали «Кольори» і в Івано-Франківській філармонії, від якої також активно гастролювали.
У 2009 році Володимир Лазорик разом із колегами з «Кольорів Закарпаття» почали переспівувати кілька класичних речей і регулярно виступати в ужгородських пабах. У їх репертуарі звучали Led Zeppelin, Black Sabbath, AC/DC, ZZ Top. З більш сучасних гуртів — балади Metallica і Guns N’ Roses. Завжди грали чужі пісні точно по нотах, як в оригіналі, а не робили свої авторські інтерпретації.